# Chiesa di San Pietro (Travesio)
La chiesa di San Pietro è la parrocchiale di Travesio, in provincia di Pordenone e diocesi di Concordia-Pordenone; fa parte della forania di Spilimbergo.

## Storia
Alcuni sostengono che la chiesa di San Pietro sia derivata da un tempietto pagano, ma la notizia non ha trovato riscontri. Per Ernesto Degani potrebbe risalire al periodo longobardo. È certo, invece, che sullo stesso luogo sorgesse un castelliere.
La posizione sulla cima di un'altura discosta dal centro abitato viene spiegata da Augusto Lizier con la necessità di collocare l'edificio sacro in un luogo dominante e ameno, oltre che a renderlo più accessibile ai fedeli dei villaggi più lontani.
La prima citazione è però in una bolla di papa Alessandro III del 27 settembre 1774. Aveva una giurisdizione vastissima, delimitata a ovest dal Meduna e a est dal Tagliamento, mentre a nord e a sud giungeva rispettivamente ai Tramonti e alla Richinvelda, comprendendoli. In questo territorio ricadeva, tra le altre località, Spilimbergo. A riprova della sua importanza, il pievano poteva fregiarsi del titolo di arcidiacono (anche se l'ultimo a portarlo fu prè Filippo nel 1298), il che gli attribuiva poteri molto vasti, quasi vescovili.
Con l'istituzione di nuove parrocchie il territorio si ridusse gradualmente. Le nuove filiali (Tauriano, Vacile, Sequals, Toppo) furono tenute ad osservare degli obblighi verso la matrice, che tuttavia non vennero sempre adempiuti, dando a origine a lunghi e duri contrasti.
Nel 1513 Travesio divenne possedimento della famiglia Savorgnan, la quale conservò il diritto di eleggere pievano e cappellani sino al 1906.
Nel 1870 il vescovo Nicolò Frangipane concesse al parroco il titolo di arciprete.
Per quanto riguarda la storia architettonica, il primo importante intervento di cui si ha notizia è una ricostruzione quattrocentesca. Altre importanti modifiche furono attuate nel Settecento, tant'è che dovette essere riconsacrata nel 1776. Nel 1843-1857, su iniziativa del parroco Giacomo Cescutti, venne quasi del tutto riedificata (frattanto i fedeli usufruirono dell'oratorio di Sant'Antonio), mantenendo solo coro e abside; dopo questi lavori assunse le attuali forme neoclassiche. Sul finire dell'Ottocento fu ricostruito anche il campanile, danneggiato nel 1882 da un fulmine.

## Descrizione
Le opere di maggior pregio sono di poco successive alla ricostruzione quattrocentesca. Giovanni Antonio Pilacorte è autore del fonte battesimale (sorretto da tre putti con cembali e ornato da un pregevole ricamo) e dell'antico portale, oggi all'ingresso della sagrestia (datato 1484). Allo stesso qualcuno ha attribuito le lesene che oggi ornano la porta laterale destra, anche se Giuseppe Bergamini le crede un'opera più tarda di scalpellini di Meduno.
Il Pordenone è autore del ciclo di affreschi che ornano l'abside, riguardanti la vita di san Paolo. Sono tuttavia in gran parte deteriorati e alcuni non sono più recuperabili. Di Gasparo Narvesa è la pala della Madonna del Rosario.